# Salvia vaseyi
Salvia vaseyi là một loài thực vật có hoa trong họ Hoa môi. Loài này được (Porter) Parish miêu tả khoa học đầu tiên năm 1907.